# 真玉橋

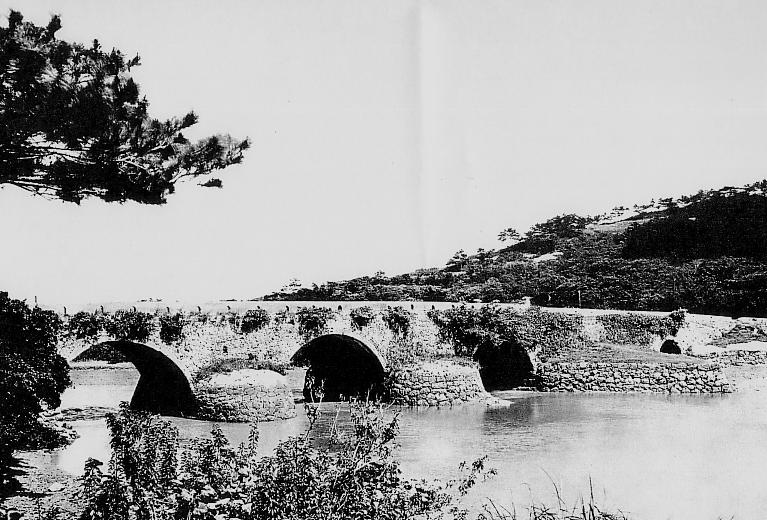
国場川にかかる石橋・真玉橋（昭和戦前期）

真玉橋（まだんばし）は、沖縄県の那覇市と豊見城市の間を流れる国場川にかかる橋の名称。また、豊見城市側の地名にもなっている。

## 真玉橋の歴史
「真珠湊碑文（まだまみなとひもん）」（沖縄戦で破壊されたが、2000年代に再建された）によれば、真玉橋が最初に架橋されたのは琉球王国第二尚氏時代、第三代尚真王の1522年である。その目的は1.日常の政治目的（按司などの使用）、2.城（おそらく真玉橋の南側にあった豊見城（とみぐすく））と水（水害）の保護、3.有事の際に島尻地域の軍勢を那覇港に集結させるため、であり首里と沖縄本島南部（島尻地域）を結ぶ真珠道（まだまみち）の一部として建造された。初代の橋は木造であった。
真玉橋が石造橋となったのは第11代尚貞王の1708年のことで、5連のアーチ橋が完成した。当時の琉球国内では、1451年に建造された長虹堤に続く石造アーチ橋であったと考えられている。橋長約38m、幅員約4.8mで、両端のアーチ橋は無名だが、中の3つのアーチ橋は南からそれぞれ「世持橋」「雲久橋」「世寄橋」と命名されていた。その後1837年に大改修されて、世寄橋の北に「世済橋」を新たに築いた。琉球王国消滅後も存在していたが、1945年沖縄戦の際退却する日本軍によって破壊された。
戦後米軍によって鉄橋が、さらに1963年には琉球政府によってコンクリート橋が架けられていたが、2002年に再びアーチ橋として架橋された。この架橋工事の際に旧アーチ橋の遺構が発見され、現在も国場川の両岸に保存されている。
橋名の「まだま(真玉)」とはおもろ語の褒め言葉であるという。「よもち(世持)」「くもこ(雲久)」「よよせ(世寄)」に関しても、おもろに登場する褒め言葉である。

### 集落としての真玉橋
17世紀初期には豊見城間切真玉橋村としての記録がある。『琉球国由来記』『遺老説伝』によれば、中国からわたってきた人々が真玉橋の東に定住し、陶窯を設けて瓦器を焼き琉球における最初の焼瓦となったというが、その年代は不明である。明治以降も真玉橋村として存在し、1880年における戸数は62、人口304人だった（県統計概表）。1903年豊見城間切内の嘉数村および根差部村と合併して真嘉部村となり、1908年に沖縄県及島嶼町村制施行により豊見城村の一部となった。

## 言い伝え
昔、日照りが続き、真玉橋に埋める生け贄を決める為、矢を飛ばして刺さった家の娘を生け贄にしようという事になる。だが、矢が刺さったのは言い出した人の家だったため、その人の娘が生け贄にされ、橋に埋められた。という言い伝えがある。
また、別の言い伝えでは、一人の神女（一説にユタとも）が｢子年生まれで、七色の元結を身につけた女を人柱に立てよ｣との神託を告げたところ、その神女（ユタ）が正しくその女であり、神託を告げた自分が人柱に立てられることとなり、最期の時、自分の娘に｢人より先に口をきいてはいけない｣という言葉を遺した、というものもあり、長柄橋の人柱伝説の影響も指摘されている。
なお、後者の言い伝えについては、岡本綺堂の戯曲『長良川』をそれに基づいてアレンジした伝説劇、『真玉橋由来記』が作られている。また、芥川賞作家の大城立裕も、それに基づいた新作組踊『真珠道（まだまみち）』を作った。

## 主要施設
- 沖縄県立豊見城高等学校
- 沖縄生活医療協同組合 とよみ生協病院
- 県営真玉橋団地
- 沖縄海邦銀行真玉橋支店
- 真玉橋郵便局

## 交通

### 道路
- 国道329号那覇東バイパス
- 国道507号（那覇東バイパス開通前の旧国道329号、当国道が交差する真玉橋（北）交差点は那覇市国場にある）
- 沖縄県道11号線

### 路線バス
当地域を通過する路線バスは、105番豊見城市内一周線、45番与根線、6番那覇おもろまち線がある
45番与根線と6番那覇おもろまち線はそれぞれ朝2本と朝夕1本に豊見城高校経由があるのみで、非常に少ない。

### 真玉橋地域内にあるバス停
- 豊見城高校前
- 根差部入口
- 真玉橋入口
- 嘉数入口(部落内側)
- 嘉数入口(県道11号)

## 隣接地域

### 豊見城市内
- 豊見城
- 根差部
- 嘉数

### 那覇市
- 古波蔵
- 国場